# 12월의 열대야
《12월의 열대야》는 2004년 10월 27일부터 2004년 12월 23일까지 방영된 MBC 수목미니시리즈이다. 한편 이 드라마의 출연 배우들 가운데 신동미(김수미 역)가 해당 작품 이후 한동안 유하진이란 예명으로 활동하기도 했다.

## 등장 인물

### 주요 인물
- 엄정화 : 오영심(1976년 12월 31일생) 역 - 전업주부, 슬하 1남 1녀
- 김남진 : 박정우(1978년 11월 27일생) 역 - 홍익대 건축공학과 4학년 휴학중, 각종 아르바이트
- 신성우 : 민지환(1968년 11월 27일생) 역 - 서울대 의대 졸업, 독일 박사학위 취득, 신경외과 전문의
- 최정원 : 송지혜(1978년 3월 7일생) 역 - 홍익대 미대 졸업, 인테리어 디자이너, 정우의 옛 연인

### 오영심의 가족들
- 정혜선 : 최끝순 역 - 영심의 어머니, 농사꾼
- 유하진 : 김수미 역 - 영심의 고향친구, 인테리어 회사 행정직원 (혜진의 부하직원)

### 박정우의 가족들
- 장용 : 박태복 역 - 정우의 아버지, 어부
- 서영희 : 박명숙 역 - 정우의 여동생, 전직 호스티스 출신의 국선도 강사
- 원웅재 : 한수창 역 - 정우의 처남, 폭력 남편
- 김승민 : 엄기태 역 - 정우의 친구, 바람둥이, 운전면허학원 강사

### 민지환의 가족들
- 박원숙 : 나애숙 역 - 영심의 시어머니
- 이순재 : 민태준 역 - 영심의 시아버지, 보수 기득권층을 대표하는 인물, 병원 병원장
- 이현경 : 민수현 역 - 영심의 시누이, 디자인 회사 사장
- 최성민 : 민재환 역 - 영심의 시동생, 지혜의 남편, 내과 전문의
- 민경현 : 민건호 역 - 영심과 지환의 아들
- 이영유 : 민지원 역 - 영심과 지환의 딸

### 그 외
- 박영지 : 지혜의 아버지 역
- 정재순 : 지혜의 어머니 역
- 김호정 : 이가흔 역 - 지환의 옛 연인
- 이옥정 : 간호사 역
- 전수진
- 박태훈
- 심훈기
- 김태영 : 정우의 아버지 담당의 역
- 김여옥 : 환자 역
- 이도련 : 정우의 지도교수 역
- 신은경
- 김명기
- 이정화
- 이명수

### 특별출연
- 전유성 : 본인 역 - 라디오 진행자
- 최유라 : 본인 역 - 라디오 진행자
- 김동주 : 라디오 PD 역

## 연장
- 방영 분량이 16부작에서 1회 연장되어 17부작으로 변경.확정되었다.